# 索菲·罗曼·海于格
索菲·罗曼·海于格（挪威語：Sophie Román Haug；1999年6月4日—），挪威女子职业足球运动员，司职前锋，目前效力于利物浦足球俱乐部和挪威国家女子足球队。她曾代表挪威参加2022年欧洲女子足球锦标赛和2023年国际足联女子世界杯等多场国际赛事。